# Воронкова, Алина Дмитриевна
Али́на Дми́триевна Воронко́ва (фин. Alina Voronkova; род. 13 декабря 1994, Лахти, Хяме) — финская фотомодель русско-ингерманландского происхождения, победительница конкурса «Мисс Финляндия — 2018».

## Биография
Родилась 13 декабря 1994 года в Лахти, в русско-ингерманландской семье (родители — Дмитрий и Светлана Воронковы переехали в Финляндию в начале 1990-х годов). Училась в начальной и средней школе в посёлке Пертунмаа.
Окончила Хельсинкский университет и с сентября 2018 года обучается в аспирантуре.
29 сентября 2018 года стала победительницей национального конкурса «Мисс Финляндия». Представляла Финляндию на конкурсе «Мисс Вселенная — 2018».
Состоит в отношениях с финским хоккеистом Йоонасом Хурри